# Der Krieg der Welten

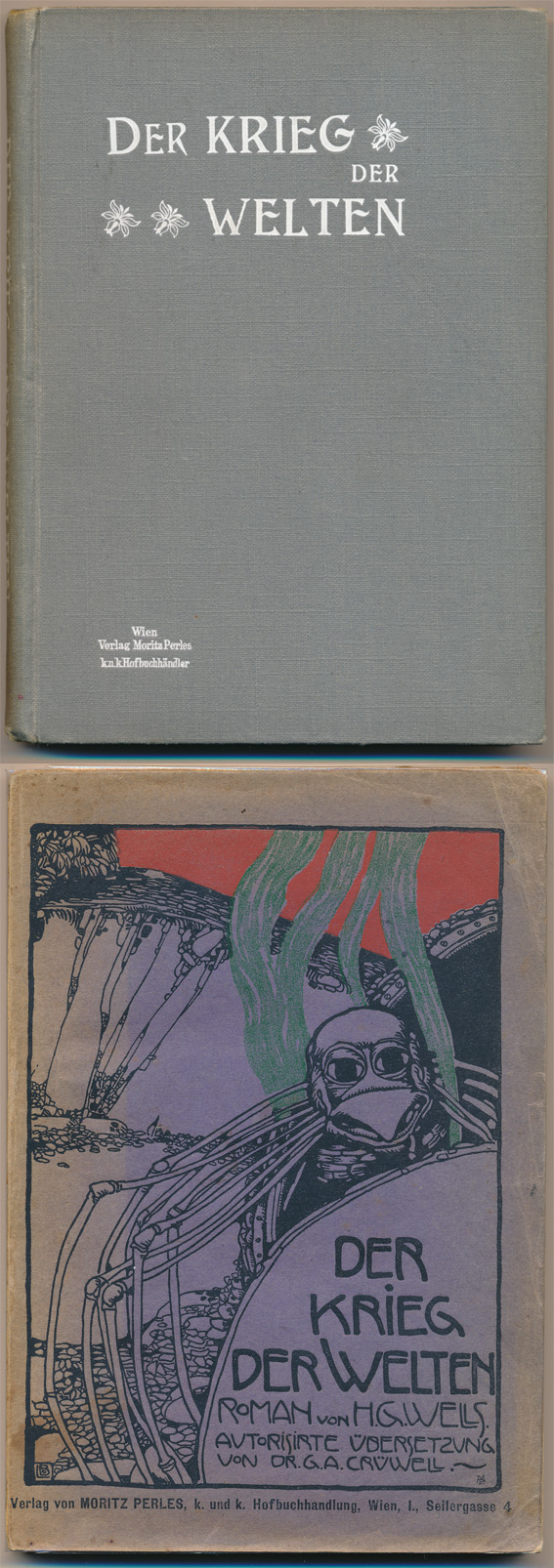
Dt. Erstausgabe, Perles, beide Einbandvarianten, Wien, 1901

Der Krieg der Welten (englischer Originaltitel: The War of the Worlds) ist eines der bekanntesten und bedeutendsten Werke von H. G. Wells. Das Werk wurde 1897 zunächst als Fortsetzungsroman, dann 1898 als Buch veröffentlicht. Es folgten mehrere Auflagen. Die deutsche Übersetzung von Gottlieb August Crüwell erschien 1901. Berühmt wurde Krieg der Welten als Hörspiel im Jahr 1938 am Vorabend von Halloween. Nach einem Drehbuch von Howard Koch wurde die Geschichte ins Amerika der damaligen Zeit versetzt und sorgte für einiges Aufsehen unter den Hörern. Später erlangte das Werk durch mehrere Verfilmungen (zuerst 1953) weitere Bekanntheit.

## Buch

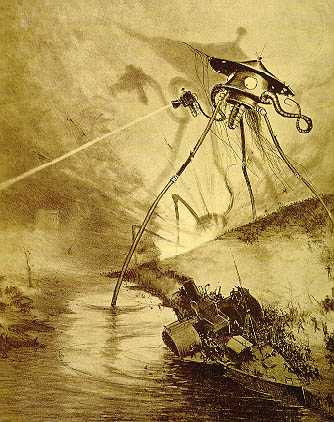
Angriff der Marsianer in Krieg der Welten, Buchillustration von Alvim Corréa, 1906

In diesem als Fortsetzungsroman von April bis Dezember 1897 im Londoner Pearson’s Magazine und als Buch 1898 erschienenen, für die Science-Fiction-Literatur grundlegenden Werk von H. G. Wells greifen Marsianer in dreibeinigen Kampfmaschinen das Vereinigte Königreich an, um von hier aus die rohstoff- und wasserreiche Erde zu erobern. Das irdische Militär ist den außerirdischen Invasoren hoffnungslos unterlegen und muss bei der Zerstörung der Städte zusehen. Erst die Bakterien der Erde können die Marsianer durch deren nicht angepasstes Immunsystem besiegen.
Krieg der Welten war als Satire auf die Kolonialpolitik des Empires angelegt und vertauschte hierzu die Rollen von Eroberern und Opfern zu Ungunsten der Briten. Ein zusätzlich böser Seitenhieb war die Tatsache, dass die primitivsten damals bekannten Lebensformen das britische Weltreich retteten.

## Hörspiel
Das Buch wurde von Orson Welles und dem Mercury Theatre als Hörspiel in Form einer fiktiven Reportage nach einer Adaption von Howard Koch inszeniert, das der amerikanische Radiosender CBS am Abend vor Halloween am 30. Oktober 1938 ausstrahlte. Dazu wurde der Handlungsort von England nach Grover’s Mill (New Jersey) in den USA verlegt und die Geschichte entsprechend angepasst.

### Wirkung des Hörspiels von 1938
Das Hörspiel führte Zeitungsberichten zufolge zu heftigen Irritationen bei der Bevölkerung von New York und New Jersey, die das Hörspiel teilweise für eine authentische Reportage hielt und einen tatsächlichen Angriff Außerirdischer für glaubwürdig erachtete. Dies lag daran, dass Welles eine neue Art der Einspielung benutzte: Er nahm das Hörspiel am Tag vorher auf und ließ es dann mit Musik unterlegen. Dadurch wirkten die Aufnahmen wie das normale Radioprogramm, in dem der Moderator ab und zu unterbricht, um die neusten Nachrichten zur Invasion zu verbreiten. Die Berichterstattung über diese Vorfälle machte die Sendung und damit auch den jungen Orson Welles weltberühmt.
Die jüngere kommunikationswissenschaftliche Forschungsliteratur stellt jedoch eine mögliche Massenpanik deutlich in Frage. Heute wird davon ausgegangen, dass sie eine Erfindung der Tagespresse war, hinter der zum einen Sensationsgier gesteckt haben mag, zum anderen die Absicht, das junge Konkurrenzmedium Radio als verantwortungslos zu brandmarken. Gegen die vor allem von der Boulevardzeitung New York Daily News verbreitete Darstellung einer Massenpanik spricht auch, dass Welles’ Programm einer zur Zeit der Ausstrahlung durchgeführten telefonischen Erhebung zufolge lediglich etwa 2 Prozent der damaligen Einwohnerschaft der Vereinigten Staaten erreichte, was dennoch rund 2,6 Millionen Hörern entsprach. Allenfalls einige (28 %) dieser Zuhörer sollen auf das Hörspiel hereingefallen sein; das Anrufaufkommen im Sender CBS war zwar höher als sonst, aber Berichte über Suizide oder auch nur die Behandlung von Schockpatienten ließen sich nicht verifizieren. Neben den sensationsheischenden Presseberichten ist für die Legende von der Massenhysterie eine 1940 veröffentlichte Studie des Demoskopen Hadley Cantril verantwortlich, die zahlreiche methodische Fehler aufweist.

„Das war für uns ein Schock, dass H.G. Wells' alter Klassiker, Vorbild für so viele Stories und sogar Comic Strips, bei den Hörern solche Reaktionen auslöste. Die Invasion von Mars-Monstern war für uns nur ein Märchen.“

 Orson Welles und sein Drehbuchautor Howard Koch nutzten das Spektakel als Karrierechance. Welles gab später zu Protokoll, er habe nicht mit dem Erfolg des Hörspiels gerechnet und daher den Bezug zu Halloween hergestellt, um wenigstens irgendwie aufzufallen. Koch, der schon 1938 das Drehbuch für das Hörspiel geschrieben hatte, bearbeitete auch 1975 das Sujet für den dokumentarischen Spielfilm Die Nacht, als die Marsmenschen Amerika angriffen (The Night That Panicked America, Regie Joseph Sargent), der die Radiosendung und die Reaktionen in der Öffentlichkeit beschreibt.

### Weitere Hörspielumsetzungen und deren Wirkung
Am 12. Februar 1949 sendete Radio Quito, im Besitz der Zeitung El Comercio, eine nach Ecuador verlegte Version der Geschichte. Um deren Wirkung zu erhöhen, wurden zugleich die sozialistischen Parteien des Landes angegriffen, indem der spanische Ausdruck Marcianos durch Marsistas (welcher sich akustisch nicht von dem Wort Marxistas unterscheiden lässt) ersetzt wurde. In der Folge kam es in der Hauptstadt zu einer ungeheuren Panik, die in Wut umschlug, als sich der fiktionale Charakter der Sendung herausstellte. Ein aufgebrachter Mob versammelte sich vor der Radiostation und setzte diese in Brand, wobei es zu sechs Todesopfern kam. Nach einem Bericht des Hamburger Abendblatts vom 14. Februar 1949 setzte das Militär zur Beendigung der Unruhen Panzer und Tränengas ein; es entstand ein Schaden von 300.000 US-Dollar.
1977 sendete der WDR eine deutsche Bearbeitung des Hörspiels von Howard Koch und der Übersetzung von Robert Schnor. Die US-amerikanische Produktion wurde hierbei teilweise im Original beibehalten und durch deutsche Sprecher im so genannten Voice-over-Verfahren übersetzt. Unter der Regie von Klaus Schöning sprachen:
- Eva Garg: Sprecherin
- Jürgen Thormann: Orson Welles/Professor Pierson
- Christian Brückner: Carl Philipps
- Gert Haucke: Fremder
- Robert Seibert: Mr. Wilmuth/General Smith/Captain Lansing/Minister/Captain Vote/Funker/Funkamateur

Die bekannten deutschen Radiojournalisten Dieter Thoma und Lothar Dombrowski fungierten als Moderator bzw. Ansager im Studio, die dadurch scheinbar echte Nachrichten über die Invasion brachten. Trotz der mehrfach eingestreuten Hinweise auf den fiktionalen Charakter und trotz des deutlich hörbaren Alters der Originalaufnahme gab es bei der Erstausstrahlung viele besorgte Anrufe.
1997 folgte eine Neueinspielung des Hörspieles unter der Regie von John de Lancie und mit Sprechern aus der Fernsehserie Star Trek (unter anderem Leonard Nimoy, Gates McFadden) im Rahmen der LA Theatre Works.
Zu Halloween 2010 sendete der Hamburger Radiosender Oldie 95 eine deutsche Version der US-Urfassung. Bei Ufos über der Elbe wurde die Story auf Hamburg übertragen. Sowohl Originalschauplätze der Hansestadt als auch Originalmoderatoren und On-Air-Elemente wurden dabei verwertet, so dass tatsächlich besorgte Hamburger nach Ausstrahlung auf UKW 95,0 die Polizei anriefen.
2017 wurde eine aufwändige deutschsprachige Version des Hörbuchs, die näher an der ursprünglichen Fassung des Romans orientiert, bei Lübbe Audio veröffentlicht. Sprecher waren unter anderem Sascha Rotermund, Santiago Ziesmer, Till Hagen, Peter Kirchberger und Andreas Fröhlich.

## Weiterverarbeitungen
1953 wurde das Buch unter der Regie von Byron Haskin verfilmt, mit einer in den USA spielenden Handlung. Da die Animation der dreibeinigen Kampfmaschinen damals als technisch unmöglich oder zumindest unbezahlbar galt (Stop-Motion erschien nicht realistisch genug), erfand man an deren Stelle Flugmaschinen, deren Design zu den bekanntesten Raumschiffdesigns der Science-Fiction zählt. Die George-Pal-Produktion erhielt 1954 einen Oscar in der Kategorie Visual Effects. In Deutschland kam sie unter dem Titel Kampf der Welten in die Kinos.
19 Jahre nach dem Hörspiel sendete 1957 die CBS zu Halloween in ihrer Reihe Westinghouse Studio One eine Dokufiktion über die Erstausstrahlung von Krieg der Welten: „The Night America Trembled“. Besonders detailreich erscheinen in dieser vom Elektrokonzern Westinghouse produzierten und mit Elektrogeräte- und Kernkraft-Werbung durchsetzten Sendung die nachgestellten Studioszenen von 1938, einschließlich des Miniorchesters und Geräuschemachers.
Christopher Priest verknüpft in seinem Roman Sir Williams Maschine von 1976 die Handlungen der Wells-Romane Krieg der Welten und Die Zeitmaschine.
1978 entstand das Konzeptalbum Jeff Wayne’s Musical Version of the War of the Worlds von Jeff Wayne basierend auf dem Roman, wich streckenweise jedoch auch von diesem ab. Als Erzähler fungierte in der Originalfassung Richard Burton, in der 1980 erschienenen deutschsprachigen Version Curd Jürgens. In der deutschen Version wurden zwar die erzählten Texte und auch die Angaben im Cover einschließlich der einzelnen Liedtitel übersetzt, jedoch blieben die Originaltexte der Lieder erhalten. Als Musiker wirkten unter anderem Justin Hayward, Chris Thompson, Phil Lynott und David Essex mit. Ebenfalls 1978 wurde von dem Radiomoderator Frank Laufenberg diese Musical-Version mit deutschen Sprechertexten aufgenommen und auf diversen Radiostationen in Deutschland ausgestrahlt. Auch hier blieben die Lieder im englischen Original.
Von 1988 bis 1990 wurde die US-amerikanische Fernsehserie „Krieg der Welten“ produziert. Sie setzt die Handlung von Kampf der Welten fort.
Der Film Independence Day von Roland Emmerich orientierte sich in weiten Strecken an der Handlung von Krieg der Welten, kann aber nicht als Verfilmung des Buches bezeichnet werden, sondern je nach Sichtweise eher als Plagiat oder aber als Hommage an Wells’ Vorlage.
Eine weitere, satirische Adaption ist der Film Mars Attacks! (1996) von Tim Burton, in dem sämtliche vorangegangenen Filmadaptionen zum Thema „Mars greift die Erde an“ persifliert werden. Originell ist die Lösung für das Problem: ein uralter Country-and-Western-Song, in dem der Country-Sänger Slim Whitman jodelt und damit die Gehirne der Marsianer zum Platzen bringt.
Im Jahr 2005 wurden H. G. Wells’ The War of the Worlds von Timothy Hines und Krieg der Welten von Steven Spielberg veröffentlicht. Spielbergs Werk wurde im 21. Jahrhundert angesiedelt, während Timothy Hines’ Film im viktorianischen 19. Jahrhundert spielt und mit 180 Minuten Laufzeit der dem Roman ähnlichste Film ist. Der Autor hat teilweise komplette Dialoge Wort für Wort aus der Roman-Vorlage übernommen.
Steven Spielbergs Verfilmung wurde im Film Scary Movie 4 (2006) ihrerseits parodiert.
In der in sepiabraunen Tönen gehaltenen Halloween-Folge Krieg der Welten (OT: Treehouse of Horror XVII; Staffel 18) der US-amerikanischen Zeichentrickserie Die Simpsons werden sowohl das Hörspiel als auch die entsprechenden Reaktionen der Bevölkerung in das Springfield der 1930er-Jahre übertragen.
Die Idee dreibeiniger Außerirdischer wurde von John Christopher in seiner Romantrilogie Die dreibeinigen Monster, in Deutschland auch als Die Dreibeinigen Herrscher bekannt, verwendet.
Der zweite Band der Comicreihe The League of Extraordinary Gentlemen versetzte die Helden, unter ihnen auch Figuren von H. G. Wells, in den Krieg der Welten.
Auch im Roman Otherland von Tad Williams wird ein Teil der Protagonisten in eine computergenerierte Simulation des nach dem Angriff zerstörten Londons versetzt.
Die dreibeinigen, außerirdischen „Strider“ des 2004 erschienenen Ego-Shooters „Half-Life 2“ und die „Annihilator-Tripods“ des von EA Games veröffentlichten Strategiespiels „Command & Conquer 3: Tiberium Wars“ können als Anspielung auf die Außerirdischen des Romans verstanden werden.

## Neuinterpretationen
Nachdem 1975 eine Kurzgeschichte von Manly Wade Wellman, Sherlock Holmes’s War of the Worlds (deutsch: Sherlock Holmes kontra Mars), erschienen war, die die Invasion aus der Sicht des Detektivs Sherlock Holmes geschildert hatte, erschien 1996 in den USA eine von Kevin J. Anderson zusammengestellte Anthologie War of the Worlds – Global Dispatches mit 19 Augenzeugenberichten u. a. von Albert Einstein, Jack London, Rudyard Kipling, Winston Churchill, Pablo Picasso, Leo Tolstoi, Mark Twain oder Jules Verne.
Diese Sammlung wurde bisher nicht ins Deutsche übersetzt. Sie schildert neben den Ereignissen, über die Wells berichtet, die Marsinvasion an anderen Orten der Welt und eine völlig veränderte Geschichte des 20. Jahrhunderts, nachdem sich die Menschheit die technischen Errungenschaften der Marsianer zu Eigen gemacht hat: Mit einer früheren Selbstständigkeit Chinas (wegen der Vernichtung der europäischen Besatzungsmächte durch die Invasoren), einer frühen russischen Demokratie (durch den Tod Stalins im Kampf gegen die Marsmaschinen), einer Entdeckung des Zusammenhangs von Schwerkraft und Zeit (durch den in einer Kampfmaschine eingeschlossenen Einstein).

## Verfilmungen
- 1953: Kampf der Welten, Regie: Byron Haskin
- 1975: Die Nacht, als die Marsmenschen Amerika angriffen (The Night That Panicked America), Regie: Joseph Sargent, deutsche Erstausstrahlung ARD 6. Juli 1976
- 1981: The War of the Worlds: Next Century (polnischer Film von Piotr Szulkin)
- 1988–1990: Krieg der Welten, Fortsetzung von Kampf der Welten
- 2005: Krieg der Welten, Regie: Steven Spielberg
- 2005: H. G. Wells’ The War of the Worlds, Regie: Timothy Hines
- 2005: An Adaptation of H.G. Wells' Classic The War of the Worlds (TV3)
- 2005: Krieg der Welten 3 – Wie alles begann, Regie: David Michael Latt; auch hier wurde lediglich aus Gründen des Marketings der Eindruck erweckt ein Nachfolger der Spielberg-Verfilmung zu sein. Tatsächlich aber ist auch dieser Film aus dem Jahr 2005 und erschien erst 2011 in Deutschland auf DVD.
- 2008: Krieg der Welten 2 – Die nächste Angriffswelle, Regie: C. Thomas Howell, keine Fortsetzung des Spielberg-Films, sondern von Krieg der Welten 3 – Wie alles begann
- 2012: Alien Dawn, Regie: Neil Johnson
- 2013: The Great Martian War 1913–1917, Regie: Mark Slee; Mockumentary, die einen Angriff von Marsianern nach Wellsschem Vorbild als Alternativszenario zum Ersten Weltkrieg entwirft
- 2019: The War of the Worlds – Krieg der Welten, Regie: Craig Viveiros; (dreiteilige Miniserie der BBC), die um die Zeit des russisch-japanischen Krieges 1904/05 spielt. Deutsche BD-Premiere bei Splendid
- 2019: Krieg der Welten, Regie: Gilles Coulier (Episoden 1–4), Richard Clark (5–12), Ben A. Williams (13–16), Indra Siera (17–21), Jonas Alexander Arnby (Episoden 22–24); Fernsehserie von Fox, die in unserer Gegenwart spielt. Es sind mindestens drei Staffeln geplant.
- 2025: Krieg der Welten, Regie: Rich Lee

Zeichentrickfilme:
- 2001: Justice League: Secret Origins (der Pilotfilm zu Die Liga der Gerechten basiert lose auf H.G. Wells' Roman)
- 2012: War of the Worlds – Goliath (animierte Fortsetzung zu H.G. Wells' Klassiker)

Specials:
- 1975: The Night That Panicked America (Die Nacht, als die Marsmenschen Amerika angriffen)
- 1998: Martian Mania: The True Story of The War of the Worlds (Als die Marsmenschen kamen)
- 2008: UFO Files, Episode 2: „Beyond The War of the Worlds“ („Krieg der Welten“)
- 2011: Great Books: The War Of The Worlds (Great Books: Krieg der Welten)
- 2013: War of the Worlds – Orson Welles schockt Amerika: Der Krieg der Welten

## Ausgaben

### Englische Ausgaben
- The War of the Worlds, mit einer Einführung von Arthur C. Clarke, einer Textzusammenfassung, ausgewählter Buchkritiken und einer tabellarischen Übersicht über das Leben von H.G.Wells; Everyman 1993, ISBN 0-460-87303-2.
- Kevin J. Anderson (Hrsg.): War of the Worlds – Global Dispatches; Bantam Books, 1996, ISBN 0-553-10353-9, Paperback ISBN 0-553-57598-8.

### Deutsche Ausgaben

#### Romanübersetzungen
- Der Krieg der Welten. Deutsch von Gottlieb August Crüwell, 1901.
- Der Krieg der Welten. Deutsch von Gottlieb August Crüwell und Claudia Schmölders. Diogenes, Zürich 1974 (= detebe. Band 67/II), ISBN 3-257-23537-2.
- Der Krieg der Welten. Deutsch von Jürgen Beck. Jazzybee Verlag, 2017, ISBN 3-8496-8041-X.
- Krieg der Welten. Deutsch von Jan Enseling. Mantikore Verlag, 2017, ISBN 3-945493-86-2.
- Krieg der Welten. Deutsch von Ailin Konrad, mit Illustrationen von Henrique Alvim Corrêa. Nikol Verlag, 2017, ISBN 3-86820-365-6.
- Der Krieg der Welten. Deutsch von Hans-Ulrich Möhring, mit einem Nachwort von Elmar Schenkel. Fischer Taschenbuch, 2017, ISBN 3-596-95029-5.
- Der Krieg der Welten. Deutsch von Jan Strümpel. Anaconda, 2017, ISBN 3-7306-0543-7.
- Der Krieg der Welten. Deutsch von Lutz-Werner Wolff. dtv, 2017, ISBN 3-423-14547-1.

#### Comics
- Illustrierte Klassiker #6: Der Krieg der Welten, Internationale Klassiker, Hamburg 1956 (Classics Illustrated #124, USA 1955).
- Amazing Adventures #18–39 featured Killraven, ein Freiheitskämpfer des 21. Jahrhunderts gegen eine zweite marsianische Invasion, USA 1973–1976.
- Marvel Classics Comics #14, Comic-Adaption des Romans Der Krieg der Welten, USA 1977.
- DC Showcase #3: Superman – Krieg der Welten, Panini Comics, 2002 (Superman: War of the Worlds, Elseworlds-Geschichte von DC Comics, USA 1999).
- The League of Extraordinary Gentlemen – Volume II, ein Comic, geschrieben von Alan Moore und gezeichnet von Kevin O’Neill, USA 2002–2003. Die Liga der außergewöhnlichen Gentlemen #2: Krieg der Welten erschien 2009 in Deutschland bei Panini Comics.
- War of the Worlds, Dark Horse Comics, USA 2005/2006.
- Second Wave: War of the Worlds, sechs Ausgaben, Boom! Studios, USA 2006.
- In abgewandelter Form wurde auch eine Version der Geschichte im Lustigen Taschenbuch #139 mit dem Titel Voll in Fahrt veröffentlicht (Ehapa-Verlag, Leinfelden-Echterdingen 1989, S. 149–207).
- H.G. Wells – Der Krieg der Welten, drei Bände von Sai Ihara (Story) und Hitotsu Yokoshima (Zeichnungen), Carlsen Verlag 2022.

## Liste der Hörspiele
- War of the Worlds, CD mit dem Originalhörspiel aus dem Mercury Theater, Dhv der Hörverlag, 2005, ISBN 978-3-89940-617-7.
- War of the Worlds im Internet Archive (mp3, Ogg Vorbis).
- War of the Worlds und andere Hörspiele von/mit Welles (mp3, Real Audio).
- Ingo Lorenz und Cord Ehlers: Ufos über der Elbe. Hörspiel bei Oldie 95.
- Der Krieg der Welten, 2 CDs, Gruselkabinett, Titania Medien 2017.
- Der Krieg der Welten, 4 CDs (276 Minuten), Lübbe Audio, 2017, ISBN 978-3-7857-5513-6.
- Oliver Döring: Krieg der Welten, 3 Einzel-CDs, IMAGA, 2018[11]

## Hörbücher
- 2016: Krieg der Welten (gelesen von Götz Otto), Hörbuch Hamburg, ISBN 978-3-95713-036-5
- 2017: Krieg der Welten (gelesen von Andreas Fröhlich), Der Audio Verlag, ISBN 978-3-86231-848-3